# Krajputaši sa Palibačkog groblja
Krajputaši sa Palibačkog groblja
Krajputaši se nalaze na 250m od Palibačkog groblja u Ivanjici.

## Spomen braće Ristića Dmitra i Živojina
Živojin je poginuo na Kajmačalanu 1916. godine u Prvom svedskom ratu u dvadesetdrugoj godini. Njegov spomenik su podigli majka Bojana, stric Mojso i Ranko Marković iz Kosovice.

## Spomenik Obrada Jekića
Obrad Jekić bio je vojnik prve čete prvog bataljona. Poginuo je 10.oktobra 1915. godine  u četrdesetpetoj godini života u Loznici kod Čačka.Na njegovom spomeniku piše: “Oj, putniče mili rode, ti ne žali truda svoga te pročitaj ovaj spomen izginulih ratnika, mile braće Jekića”.

## Spomenik Rajka Đokovića
Rajko Đoković iz Erčega hrabro je učestvovao ratovima kao vojnik prve čete prvog bataljona četvrtog puka. Boreći se za otadzbinu poginuo je 5.sempembra 1914. godine. Na spomeniku piše:“Moj premili srpski rode, umoljeno stani ovde i pročitaj ovaj tužni spomen pokojnika Rajka Đokovića”.

## Spomenik Ivana Jovanovića
Ivan Janković iz Butkova ,kaplar prvog poziva, poginuo je 1914. kod Valjeva u dvedesetčetvrtoj godini života boreći se protiv austrijske vojske za slobodu Srbije. Spomenik su mu podigle majka Tajana i sestre.

## Spomenik Jezdimira Ristića
Jezdimir Živković poginuo je na Gučevu u dvadesetpetoj godini života 1914. godine u borbi protiv Austrije. Spomenik su mu podigli majka Jevđa, brat Radosav, zet Ljubomir Glavinić i sestra Jelka.

## Spomen braći Radovana, Svetozara i Vojislava iz Gleđice
Radovan je bio vojnik četvrtog puka. Poginuo je u četrdesetčetvrtoj godini života na Kosmaju. 
Svetozar poginuo je  9.10.1915. godine u dvadesetšestoj godini života u Negotinu u bolnici kao ranjen.
Vojislav je poginuo u dvadesetoj godini života na Kosmaju 1915. godine.  
Spomeik su im podigli otac Mijailo, brat Mikailo, majka Kristina, sinovac Mijodrag i ostala familija.

## Spomenik Jovana i Boža Jovanovića
Jovan Jovanović bio je vojnik dvadesetprvog bataljona četvrtog puka treći poziv. POginuo je boreći se za otadzbinu 26. oktobra 1915. godine u LOznici kod [Čačak|Čačka].
Boža poginuo je u tridesetprvoj godini 1915. godine u Mladenovcu. 

## Spomenik Braće  Parezanović Luke i Velimira iz Bratljeva
Luka je poginuo 9. septembra 1914. godine na Mačkovom kamenu, a Velimir 26. avgusta 1916. godine u tridesetčetvrtoj godini života na Kajmačalanu.

## Spomenik Svetolika Gavrilovića
Svetlik bio je sin Tijosava Gavrilivića. Poginuo je 6. decembra 1914. godine u osamnaestoj godini u Štipu gde je i sahranje. Bio je vojnik prve čete trećeg bataljona trinaestog pešadijskog puka. Spomenik su mu podigli otac, majka Persa, sestre Petra i Stanojla.

## Spomenik Sava Milenkovića iz Gleđice
Sava Milenković učestvovao je u atu protiv Austrije kao vojnik prve čete prvog bataljona drugog kadrovačkog puka. Poginuo je u dvedesetdrugoj godini života u blizini Romanije u Bosni.

## Spomen Đorđa Glavinića iz sela Rokci
Đorđe Glavinić učestvovao je u mnogim bitkama. Prešao je Albaniju i stigao na ostrvo Vido gde je žandar narednik u  dunavskoj diviziji. Razboleo se u umro 14. marta 1916. godine u dvadesetdevetoj godini života.

## Spomenik Svetozara Đorđevića
Svetozar Đorđrvić poginuo je u četrdesepetoj godini godini boreći se kao vojnik obaveznik 24. aprila 1915. godine u Dubu.